# Herbert Samuel
Herbert Louis Samuel, 1. viscount Samuel (født 6. november 1870 i Liverpool, død 5. februar 1963 i London) var en britisk liberal politiker og diplomat.

## Tidlig politisk løbebane
Samuel voksede op i London og studerede ved Balliol College i Oxford. Han fik en jødisk religiøs opdragelse, men i studietiden udviklede han en ateistisk overbevisning, selv om han forblev medlem af det jødiske trossamfund. Han begyndte at engagere sig i liberal politik i attenårsalderen.
I 1906 blev han indvalgt i Underhuset. Han blev udnævnt til medlem af Herbert Asquiths regering i 1909, først som kansler i hertugdømmet Lancaster (25. juni 1909 - 14. februar 1910), derefter som postminister (14. februar 1910 – 11. februar 1914) og indenrigsminister (12. januar – 7. december 1916).
I 1915 foreslog han at oprette et britisk protektorat i Palæstina.
Da det liberale parti blev splittet i to fraktioner, der samlede sig omkring henholdsvis Asquith og Lloyd George, stillede Samuel sig på Asquiths side og forlod regeringen efter, at Lloyd George blev statsminister.

## Højkommissær i Palæstina
Efter, at briterne i 1917 havde erobret Palæstina fra Det osmanniske rige blev Samuel, som året efter mistede sin plads i Underhuset, en mulig kandidat til posten som briternes repræsentant i Palæstina. I 1920 blev han udnævnt til Højkommissær for Palæstinamandatet.
Som højkommissær var han optaget af at optræde neutralt og forsøgte at mægle mellem jøder og arabere. Han vanskeliggjorde også jødisk indvandring til Palæstina og forsøgte at opnå den arabiske befolknings tillid.

## Senere virke
Samuel vendte tilbage til Storbritannien i 1925. Der ledede han en kommission om problemer i mineindustrien. Samuelkommissionens rapport anbefalede blandt andet, at regeringens subsidiering skulle standse, og at lønningerne for minearbejdere skulle mindskes. Denne rapport var en af de vigtigste faktorer, som førte til den britiske generalstrejke i 1926.
Efter valget i 1926 blev Herbert Samuel genvalgt i Underhuset. To år senere blev han leder for det liberale parti og indenrigsminister i Ramsay MacDonalds regering. I 1932 trak han det liberale parti ud af regeringen. Han fortsatte som partileder frem til, at han mistede pladsen i Underhuset i 1935.
I 1937 blev han adlet som Viscount Samuel (vicomte Samuel) og var formand for den liberale fraktion i Overhuset 1944–1955.